# Hae Mosu
Hae Mosu (tiếng Triều Tiên: 해모수, Hanja: 解慕漱 Hán-Việt: Giải Mộ Sấu) Tên Tiếng việt : Hê Mu Su  là một vị anh hùng nổi tiếng của nước Đông Phù Dư, một vương quốc cổ của người Triều Tiên ở Mãn Châu. Ông là người cương trực, giỏi võ nghệ và đặc biệt có khả năng bắn cung bách phát bách trúng. Theo Tam Quốc Ký Sự, ông vừa là cha đẻ vừa là thầy dạy võ của Jumong - người mà sau này trở thành vị vua đầu tiên của Nhà nước Cao Câu Ly. Tuy nhiên, các nghiên cứu của những học giả Hàn Quốc hiện nay cho rằng Jumong là cháu nội của người con trai thứ hai của Hae Mosu. Hae Mosu được cho là bị Daeso - con trai trưởng của vua Geumwa - giết hại.
Hae Mosu được biết đến với vai trò là thủ lĩnh nghĩa quân Đại Mật (Damul) mà phần đông trong số đó là những du dân Cổ Triều Tiên, đội quân này được lập ra với mục đích ngăn chặn sự xâm lấn và đố hộ của nhà Hán, cứu thoát các du dân ra khỏi sự áp bức.